# Iranoleon electus
Iranoleon electus är en insektsart som beskrevs av Hölzel 1968. Iranoleon electus ingår i släktet Iranoleon och familjen myrlejonsländor. Inga underarter finns listade i Catalogue of Life.